# Terje Thorslund
Fred Terje Thorslund (* 15. März 1945 in Stockholm, Schweden) ist ein ehemaliger norwegischer Leichtathlet, der eine Bronzemedaille bei Europameisterschaften gewann.

## Sportliche Karriere
Der 1,92 Meter große Thorslund startete für Nittedal IL. Er war 1966, 1976, 1977 und 1979 norwegischer Meister im Speerwurf, wobei er 1979 mit 85,74 Meter die größte Weite seiner Karriere erzielte.
Bei den Europameisterschaften 1966 in Budapest schied Thorslund mit 74,20 Meter als 14. der Qualifikation aus. Acht Jahre später bei den Europameisterschaften 1974 in Rom warf er in der Qualifikation 80,10 Meter. Im Finale steigerte er sich auf 83,68 Meter und lag damit zwei Zentimeter vor Nikolai Grebnew aus der Sowjetunion. Damit gewann Thorslund die Bronzemedaille hinter dem Finnen Hannu Siitonen und Wolfgang Hanisch aus der DDR. 1976 bei den Olympischen Spielen in Montreal erzielte Thorslund in der Qualifikation 82,52 Meter. Am Finaltag warf er 78,24 Meter und belegte nach dem Vorkampf den zehnten Rang. 1978 in Prag nahm Thorslund zum dritten Mal an Europameisterschaften teil. Nach 80,22 Meter in der Qualifikation erreichte er im Finale 80,42 Meter und belegte zunächst den neunten Platz. Nach der Dopingdisqualifikation von Wassyl Jerschow aus der Sowjetunion rückte Thorslund auf den achten Platz vor.